# Botanophila changbaishanensis
Botanophila changbaishanensis este o specie de muște din genul Botanophila, familia Anthomyiidae, descrisă de Xue și Liang în anul 1990. Conform Catalogue of Life specia Botanophila changbaishanensis nu are subspecii cunoscute.